# Hoy es mañana
Albums de Anahí
Anahí Anclado en mi corazón
Avec ce second album, Anahí réapparait de nouveau après avoir été éloignée du milieu artistique quelque temps, surprenant de par son changement, puisqu'il ne reste en effet rien de la petite fille de Chiquilladas.
Anahí a utilisé comme image des papillons, qu'elle emmenait à ses représentations.
Le premier extrait de cet album a été "Descontrolándote", suivi par "Corazón de Bombón", ou encore "Por Volverte a Ver", "Máscaras", et "Historia Entre Amigas".

## Liste des titres
1. Descontrolándote
2. Por volverte a ver
3. Soy como soy
4. Bailar
5. Máscaras
6. Fin de semana
7. Historia entre amigas
8. Corazón de bombón
9. Teléfono suena
10. No me comparen
11. Por volverte a ver (remix)